# Więzadło skokowo-piętowe przyśrodkowe

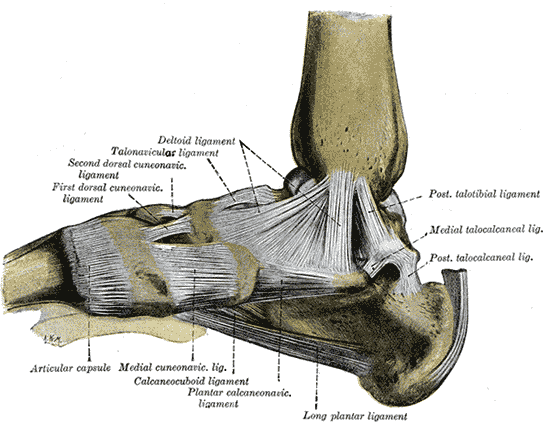
Więzadła stawu skokowego.

Więzadło skokowo-piętowe przyśrodkowe (łac. ligamentum talocalcaneum mediale) – w anatomii człowieka jedno z więzadeł stawu skokowego tylnego. Rozciąga się pomiędzy guzkiem przyśrodkowym wyrostka tylnego kości skokowej a tylnym brzegiem podpórki kości skokowej.